# Consell Europeu
|  | No s'ha de confondre amb Consell de la Unió Europea. |

El Consell Europeu és un òrgan col·legiat que defineix l'orientació política i les prioritats de la Unió Europea (UE). Es compon dels caps d'estat o de govern dels estats membres, juntament amb la presidència d'aquest consell, la presidència de la Comissió Europea i l'Alt Representant de la Unió Europea per a Afers exteriors i Política de Seguretat. L'estructura i funcionament són regulats en l'article 15 del Tractat de la Unió Europea i la secció 2a del Tractat de Funcionament de la Unió Europea.

## Consells Europeus
El Consell Europeu es va crear per decisió dels Caps d'Estat o de Govern dels estats membres de les Comunitats Europees reunits en una conferència celebrada a la ciutat de París els dies 9 i 10 de desembre de 1974. La iniciativa va partir del president francès Valéry Giscard d'Estaing i del canceller alemany Helmut Schmidt que van proposar als altres Caps de Govern institucionalitzar les cimeres que fins llavors s'havien celebrat de forma irregular a petició d'algun dels estats membres i així van acordar reunir-se almenys tres vegades per any, i addicionalment, totes les quals fossin necessàries.
El primer Consell Europeu es va celebrar a la ciutat de Dublín, al març de 1975, sota la presidència irlandesa. La primera vegada que l'òrgan es va esmentar en un tractat fou en la signatura de l'Acta Única Europea, esdevinguda el febrer de 1986, i posteriorment fou institucionalitzat pel Tractat de Maastricht l'any 1992, que li va dedicar un article en el Tractat de la Unió Europea.

## Funció
El Consell te la funció d'impulsar i definir les orientacions polítiques generals de la Unió Europea, i arbitrar o desbloquejar els temes més difícils. També té atribucions en la Política Exterior i de Seguretat Comuna, cooperació de la jurisdicció i de la policia en matèria penal, política econòmica i monetària, així com en l'ocupació.

## Seu
En principi les reunions se celebraven només al final de cada presidència i en territori de l'estat membre, però amb el temps s'hi van afegir reunions extraordinàries vers la meitat de la presidència que se celebraven a la ciutat de Brussel·les. Finalment pel Tractat de Niça, i donades les dimensions que havien pres aquestes reunions, es va decidir que les reunions oficials se celebressin sempre a Brussel·les a partir de l'1 de maig de 2004.
Es va construir un nou edifici per acollir el consell, que va integrar l'antic Résidence Palace en estil art déco, pels arquitectes Philippe Samyn i l'Studio Valle Progettazioni. Una particularitat n'és la façana, feta de marcs de finestres de fusta recuperats d'obres de demolició a tots els països de la Unió Europea. S'hi veu un símbol del desenvolupament sostenible i de la diversitat de l'artesania europea. L'edifici va ser estrenat el 16 de gener de 2017.
També es poden celebrar reunions «informals» en algun lloc de l'estat membre que ocupa la presidència, la primera es va celebrar a Formentor (Mallorca) durant la presidència espanyola de 1995.

## Composició
El Consell Europeu està compost pels Caps d'Estat o de Govern dels estats membres, així com pel president de la Comissió Europea, que posseeix veu però no vot. Els caps d'Estat o de govern es fan assistir pels seus ministres d'afers exteriors. També hi acudeixen els comissaris, que tampoc tenen dret a vot.
Excepcionalment, quan s'ha deliberat sobre matèries relacionades amb la Unió Econòmica i Monetària, també hi van ser convidats els ministres d'Economia i Hisenda, tal com preveu la Declaració 4a del Tractat de la Unió Europea. A la primera sessió de cada reunió es convida al president del Parlament Europeu.
No es tracta pròpiament d'una institució de la Unió Europea, sinó d'un òrgan polític. No té seu.

### Presidència
La presidència del Consell Europeu és incompatible amb qualsevol càrrec a nivell nacional. És elegida pels membres del Consell Europeu amb majoria qualificada i per un període de dos anys i mig, amb la possibilitat de només una reelecció. La persona elegida no pot exercir cap càrrec nacional. En cas d'impediment o falta greu, el Consell Europeu pot elegir president nou amb el mateix procediment.
Les funcions de la Presidència són dirigir i impulsar els treballs del Consell Europeu, així com assegurar-ne la continuïtat i bona preparació, amb cooperació amb el president de la Comissió, i basant-se en el treball del Consell d'Afers Generals. També ha de facilitar la cohesió i consens dins el Consell Europeu i presentar l'acta de cada reunió al Parlament Europeu. Exerceix també funcions de representació de la Unió Europea en la Política exterior i de seguretat comuna, sense perjudici dels poders de l'alt representant.

### Membres del Consell Europeu
Actualitzats a 2024:
| Estat Membre                | Fotografia            | Representant         | Títol                | Partit polític                                 | Membre des de    |
| --------------------------- | --------------------- | -------------------- | -------------------- | ---------------------------------------------- | ---------------- |
| President Càrrec sense vot  | Charles Michel        | Charles Michel       | President            | ALDE Nacional: Moviment Reformador             | 1 desembre 2019  |
| Comissió · Càrrec sense vot | Ursula von der Leyen  | Ursula von der Leyen | President            | PPE Nacional: CDU                              | 1 desembre 2019  |
| Alemanya                    | Olaf Scholz           | Olaf Scholz          | Canceller            | PSE Nacional: SPD                              | 8 desembre 2021  |
| Àustria                     | Karl Nehammer         | Karl Nehammer        | Canceller            | PPE Nacional: VPÖ                              | 6 desembre 2021  |
| Bèlgica                     | Alexander De Croo     | Alexander De Croo    | Primer Ministre      | ALDE Nacional: Vlaamse Liberalen en Democraten | 1 octubre 2020   |
| Bulgària                    |                       | Dimitar Glàvtxev     | Primer Ministre      | Independent Nacional: Independent              | 9 abril 2024     |
| Croàcia                     | Andrej Plenković      | Andrej Plenković     | Primer Ministre      | PPE Unió Democràtica Croata                    | 19 octubre 2016  |
| Dinamarca                   | Mette Frederiksen     | Mette Frederiksen    | Primer Ministre      | PSE Nacional: Venstre                          | 27 juny 2019     |
| Eslovàquia                  | Robert Fico           | Robert Fico          | Primer Ministre      | Independent Nacional: SMER-SD                  | 25 octubre 2023  |
| Eslovènia                   | Robert Golob          | Robert Golob         | Primer Ministre      | ALDE Nacional: Moviment Llibertat (Eslovènia)  | 1 juny 2022      |
| Espanya                     | Pedro Sánchez         | Pedro Sánchez        | President del Govern | PSE Nacional: PSOE                             | 2 juny 2018      |
| Estònia                     | Kaja Kallas           | Kaja Kallas          | Primer Ministre      | ALDE Nacional: Reformierakond                  | 26 gener 2021    |
| Finlàndia                   | Petteri Orpo          | Petteri Orpo         | Primer Ministre      | PPE Nacional: Partit de la Coalició Nacional   | 20 juny 2023     |
| França                      | Emmanuel Macron       | Emmanuel Macron      | President            | ALDE Nacional: Renaixement                     | 14 maig 2017     |
| Grècia                      | Kiriakos Mitsotakis   | Kiriakos Mitsotakis  | Primer Ministre      | PPE Nacional: Nova Democràcia                  | 26 juny 2023     |
| Hongria                     |                       | Viktor Orbán         | Primer Ministre      | Independent Nacional: FIDESZ                   | 29 maig 2010     |
| Irlanda                     | Simon Harris          | Simon Harris         | Taoiseach            | PPE Nacional: FG                               | 9 abril 2024     |
| Itàlia                      | Giorgia Meloni        | Giorgia Meloni       | Primer Ministre      | CRE (ECR) Nacional: Fd'I                       | 22 octubre 2022  |
| Letònia                     | Evika Siliņa          | Evika Siliņa         | Primera Ministra     | PPE Nacional: Unitat                           | 15 setembre 2023 |
| Lituània                    | Gitanas Nausėda       | Gitanas Nausėda      | President            | Independent                                    | 12 juliol 2020   |
| Luxemburg                   |                       | Luc Frieden          | Primer Ministre      | PPE Nacional: CSV                              | 17 novembre 2023 |
| Malta                       | Robert Abela          | Robert Abela         | Primer Ministre      | PSE Nacional: PL                               | 13 gener 2020    |
| Països Baixos               | Mark Rutte            | Mark Rutte           | Primer Ministre      | ALDE Nacional: VVD                             | 14 octubre 2010  |
| Polònia                     | Donald Tusk           | Donald Tusk          | Primer Ministre      | CRE (ECR) Nacional: PO                         | 13 desembre 2023 |
| Portugal                    | Luís Montenegro       | Luís Montenegro      | Primer Ministre      | PPE Nacional: PSD                              | 2 abril 2024     |
| Txèquia                     | Petr Fiala            | Petr Fiala           | Primer Ministre      | PPE Nacional: Partit Democràtic Cívic          | 28 novembre 2021 |
| Romania                     | Klaus Iohannis        | Klaus Iohannis       | President            | PPE Nacional: PNL                              | 21 desembre 2014 |
| Suècia                      | Ulf Kristersson       | Ulf Kristersson      | Primer Ministre      | PPE Nacional: Partit Moderat                   | 22 octubre 2022  |
| Xipre                       | Nicos Christodoulides | Nikos Khristodulidis | President            | PPE Nacional: DISY                             | 28 febrer 2023   |